# Burmannia ledermannii
Burmannia ledermannii ist eine Pflanzenart aus der Familie der Burmanniaceae. Sie ist beheimatet in Palau und Neuguinea.

## Beschreibung
Burmannia ledermannii ist eine einjährige, blattgrüne, unverzweigt bis selten verzweigt wachsende krautige Pflanze, die eine Wuchshöhe von bis zu 12 Zentimeter erreicht. Sie ist semi-mykotroph. Ein Rhizom ist nicht vorhanden, die Wurzeln faserig. Die Blätter sind klein, linealisch, spitz und 2,5 bis 5 Millimeter lang. Sie stehen als bodenständige Rosette aus zwei bis fünf Blättern sowie eng angelegt am Stängel, dort sind sie linealisch lanzettlich und rund 2 bis 4 Millimeter lang. 
Der Blütenstand besteht aus einer endständigen Einzelblüte. Die annähernd ungestielten Blüten sind rund 7 Millimeter lang und hell purpurn. Die Blütenröhre ist zylindrisch und 3 Millimeter lang, die 1 bis 2 Millimeter breiten Flügel sind halbiert elliptisch und verlaufen von unterhalb des Fruchtknotens bis zur Mitte der Blütenlappen. Die äußeren Blütenlappen sind dreieckig, dünn und aufrecht, die inneren ähnlich den äußeren, aber kleiner. Die ein bis drei Staubfäden sind fadenförmig, die Thecae sind trompetenförmig. Der Griffel ist fadenförmig, kurz verzweigt und 2 bis 3 Millimeter lang, an seinem Ende stehen die drei bis vier trompetenförmigen Narben. 
Die Fruchtknoten sind elliptisch bis umgekehrt-eiförmig und 3,7 bis 4,2 Millimeter lang. Die umgekehrt-eiförmige Kapsel öffnet sich entlang von Querschlitzen. Die Samen sind zahlreich und elliptisch.

## Verbreitung
Burmannia ledermannii ist beheimatet in Palau und Neuguinea, wo sie zerstreut an seichten, sumpfigen Bachläufen in Höhenlagen um 250 Meter wächst. 

## Systematik
Die Art wurde 1938 von Fredrik Pieter Jonker erstbeschrieben. 

## Nachweise
- Dianxiang Zhang: Systematics of Burmannia L. (Burmanniaceae) in the Old World. In: Hong Kong University Theses Online, Thesis (Ph.D.), University of Hong Kong, 1999, S. 213–215.